# Леонтьев, Михаил Алексеевич
Михаил Алексеевич Леонтьев (1785 — 1861) — русский офицер, помещик, мемуарист; из дворянского рода Леонтьевых.

## Биография
Вступил в службу в 1797 в лейб-гвардии Семеновский полк, в 1802 переведен в Нашебургский мушкетерский полк, в том же году подал в отставку, но в 1805 по прошению зачислен в Могилевский пехотный полк, участвовал в кампаниях 1805-1807 (война с Францией), 1808-1809 (война со Швецией), капитан; жил в имении матери в селе Подсосенки Тамбовской губернии, затем в собственном имении Красное, полученным от отца, в Епифанском уезде Тульской губернии; в 1815-1817 избирается исправником; написал книгу "Мои воспоминания", 1827-1834, опубликованную в журнале "Русский архив", кн.2, вып.9-12, 1913.
Награждён орденом Святого Владимира IV степени с бантом, орденской шпагой за сражение 3-го мая 1807 года при Вейсьельмюнде и крестом за битву при Прейсиш-Эйлау.
Похоронен при Успенском монастыре в Туле. Могила уничтожена (сведения см. А. С. Панин. "Приц еркви, в ограде, где похоронены все мои родственники...": городские церковные кладбища Тулы // Тульская старина. Вып. 1. Тула, 2017. С. 83-95).

## Семья
Жена (с 4(16).9.1821): Александра Фёдоровна Бородина (1790-е?–1(13).5.1833), внучка А. Т. Болотова.
Дети:
- Павел Михайлович (18.08.1822-24.03.1875), профессор, редактор газеты;
- Ольга Михайловна (04.08.1823-до 1854);
- Михаил Михайлович (05.02.1825-22.04.1877), действительный статский советник;
- Александра Михайловна (07.01.1830-14.05.1875), муж А.И.Николаев.